# Monte Lico
O Monte Lico é uma montanha inselberg no distrito de Alto Molócuè, na província da Zambézia, no norte de Moçambique, mais notável por sua floresta tropical primária e sua falta de penetração por seres humanos. O Monte Lico fica a aproximadamente 1.100 metros (3.600 pés) acima do nível do mar, mas distingue-se por possuir paredes de rocha de até 700 metros (2.300 pés) acima da paisagem circundante, que impediram quase toda a intrusão humana. A floresta no topo, dentro de uma cratera vulcânica, cobre uma área de apenas cerca de 30 hectares (0,12 milhas quadradas).
Em 2012, o Monte Lico foi "descoberto", ou mais corretamente, identificado como um local de especial interesse científico, por Julian Bayliss da Universidade Oxford Brookes, que anteriormente identificara similarmente o Monte Mabu a cerca de 70 quilômetros (43 milhas) para o sudoeste, usando o Google Earth para procurar formas significativas de relevo e características da vegetação.
Em maio de 2018, Bayliss liderou uma expedição multidisciplinar para escalar as paredes do monte Lico e começar o estudo de seu habitat único. Embora tenha sido considerado improvável que os seres humanos entrassem na floresta da montanha antes desta expedição, evidências de alguma visitação humana limitada foram descobertas na forma de vários vasos que foram colocados, possivelmente por razões religiosas, na fonte de um riacho na região no topo da montanha.